# St. Leonhard (Liebenstein)

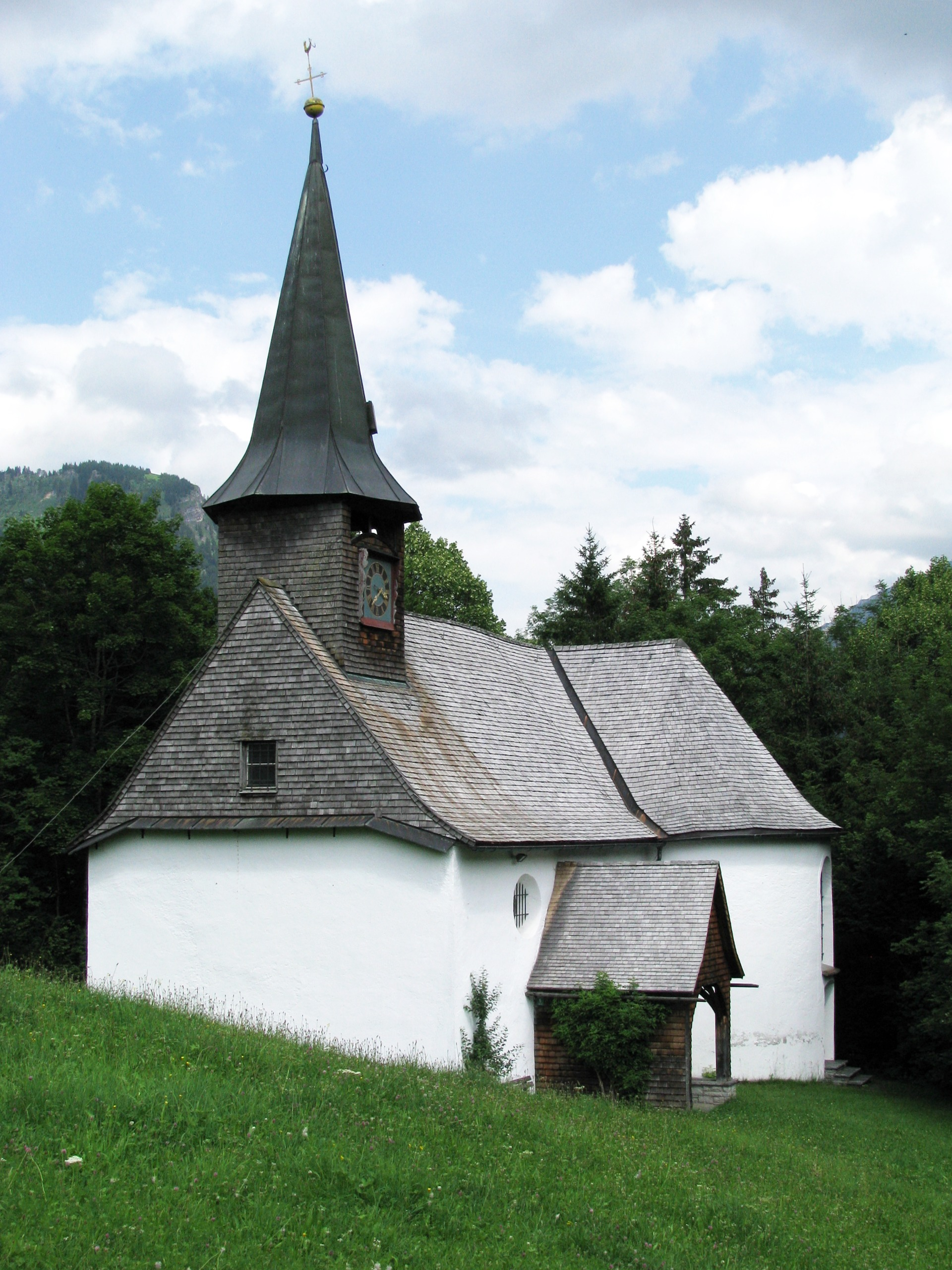
St. Leonhard in Liebenstein

St. Leonhard ist die römisch-katholische Filialkirche in Liebenstein, einem Gemeindeteil des Marktes Bad Hindelang im schwäbischen Landkreis Oberallgäu in Bayern. Das denkmalgeschützte Bauwerk ist in der Liste der Baudenkmäler in Bad Hindelang unter der Nr. D-7-80-123-82 eingetragen.

## Beschreibung
Das im Kern mittelalterliche Langhaus der Saalkirche wurde 1666 nach Westen verlängert. 1673/74 wurde im Osten ein Drei-Konchen-Chor angebaut. Aus dem mit Schindeln verkleideten Satteldach des Langhauses erhebt sich im Westen ein quadratischer Dachreiter, der die Turmuhr und den Glockenstuhl mit einer Kirchenglocke beherbergt und dessen spitzer Helm 1971 erneuert wurde. Der Innenraum des Langhauses ist mit einer Flachdecke überspannt. Auf der Empore im Westen steht die von Andreas Jäger gebaute Orgel. Der Hochaltar wurde um 1670 gebaut. Er wird von den Statuen des Ignatius von Loyola und des Franz Xaver flankiert. Im Altarauszug ist die Heilige Familie dargestellt. Die Mensa und den Tabernakel hat 1787/88 Johann Richard Eberhard geschaffen. Die Statuen des Gordianus und Epimachus und des Stephanus stammen aus der Werkstatt des Ivo Strigel.